# حافظ أحمد باشا
مؤذن زاده حافظ أحمد باشا (1564م - 1631م اسطنبول)، رجل دولة عثماني شغل منصب الصدر الأعظم مرتين خلال عهد السلطان مراد الرابع، ثم شغل منصب قبطان باشا البحرية العثمانية، وعُين حاكماً عاماً لدمشق وأقاليم أخرى في الأناضول كان آخرها ديار بكر، تولى الصدارة العظمى سنة 1625م، والقيادة العامة للجيش العثماني الذي كان يحارب الفرس. أقيل من منصبه لفشله في حصار بغداد.
خلال ولايته الثانية، قُتل على يد الجنود الانكشارية الثائرين أمام أعين السلطان مراد الرابع، مما أثر بعمق في السلطان ودفعه لاحقًا إلى اتخاذ تدابير صارمة لإعادة فرض النظام والأمن.
خدم في الغرفة الخاصة بالسلطان، ثم أصبح محاسِبًا في عهد السلطان أحمد الأول، وتقلد منصب رئيس الصقّارين "دوغانجي باشي" (بالتركية: Doğancıbaşı)‏.

## نشأته
مؤذن زاده حافظ أحمد باشا من أصل تركي، وابن مؤذن من فيليبه. تلقى تعليمه في مدرسة أندرون التعليمية في الدولة العثمانية. كانت هذه المدارس مخصصة لتعليم الصبية والشبان الذين يتم تربيتهم في مدارس خاصة تسمى "الأندرون"، وهي مدارس موجهة لتدريب الفتيان في مختلف الحرف والمهن، بما في ذلك التدريب العسكري، بالإضافة إلى تعليم الدين واللغة.
كان الأندرون جزءاً من نظام التعليم في العهد العثماني، وكان يشمل مزيجاً من التعليم الأكاديمي والعملي، ويهدف إلى إعداد هؤلاء الشباب للعمل في مجالات مثل الجيش، والحرف، والإدارة. تتضمن مدارس الأندرون عادة دروساً في الفقه، والأدب، وبعض العلوم، إلى جانب تدريبهم على الفنون القتالية، مثل استخدام السيوف والرمح.

## حياته
كان مؤذن زاده حافظ أحمد باشا رجل دولة عثمانيًا شغل منصب الصدر الأعظم مرتين خلال عهد السلطان مراد الرابع، في الفترة التي كانت فيها شؤون الدولة تحت نفوذ والدته السلطانة كوسم.
تولى منصب الصدارة العظمى لأول مرة من 28 يناير 1625م إلى 1 ديسمبر 1626م، ثم للمرة الثانية من 25 أكتوبر 1631م إلى 10 فبراير 1632م، بإجمالي عامين وشهر وعشرين يومًا.
عُيّن قائدًا عامًا للأسطول العثماني (قبطان باشا) في أوائل عام 1608م خلفًا لجعفر باشا، لكنه أُعفي من هذا المنصب بعد عودة الصدر الأعظم مراد باشا القويوجي من حملته ضد عصيان الجلاليين في الأناضول، وحلّ محله قيصريلي خليل باشا. نُقل بعدها إلى ولاية الشام حيث بقي سبع سنوات، ثم تولى ولايات فان، أرضروم، بغداد، والأناضول.
في عام 1622م، قبيل مقتل السلطان عثمان الثاني، أصبح والي ديار بكر، وأفاد المؤرخ بجوي إبراهيم أفندي أنه اتفق مع والي أرضروم محمد باشا أباظة وعدد من ولاة الأناضول للانتقام من قتلة السلطان عثمان الثاني.
في يناير1625م، بعد وفاة الصدر الأعظم محمد باشا الشركسي أثناء حملته على المتمردين الجلاليين في توقاد، عُيّن حافظ أحمد باشا صدرًا أعظم وقائدًا عامًا للحملة على إيران. قاد حصار بغداد التي كان يسيطر عليها "الصوباشي بكير" (بالتركية: Bekir Subaşı)‏، لكنه فشل في استعادتها بعد تسعة أشهر من الحصار، إذ سلّم "الصوباشي بكير" المدينة إلى الصفويين، مما أدى إلى عزله في ديسمبر 1626م.
عاد حافظ أحمد باشا إلى إسطنبول كوزير ثاني في الديوان، وزوّجه السلطان مراد الرابع من شقيقته عائشة سلطان، ليصبح صهرًا للعائلة المالكة.
في أكتوبر 1631م، أُعيد تعيينه صدرًا أعظم بعد عزل خسرو باشا، الذي فشل أيضًا في استعادة بغداد. 

## مقتله
تصاعدت التوترات في إسطنبول بسبب تحريض الجنود العائدين من الجبهة وبدعم من الوزير طوبال رجب باشا، ما أدى إلى اندلاع تمرد كبير في 7 فبراير 1632م.
في اليوم الثالث للتمرد، اقتحم الجنود الغاضبون أبواب قصر طوب كابي مطالبين بإعدام كبار رجال الدولة، وعلى رأسهم حافظ أحمد باشا. حاول السلطان مراد الرابع تهدئة الوضع، لكن العصيان بلغ ذروته.
واجه حافظ أحمد باشا المتمردين بشجاعة قائلاً للسلطان:
"مولاي، أمثال حافظ بالآلاف يفدونك بأرواحهم. رجائي الوحيد أن يقتلني هؤلاء الظالمون لا أنت، وأن تدفنني في أسكدار وتعتني بأيتامي."
ثم ألقى بنفسه وسط المتمردين الذين مزقوه طعنًا بالسكاكين والسيوف أمام أعين السلطان، وسقط شهيدًا مضرجًا بدمائه.

## دفنه
خلال ولايته الثانية، قُتل على يد الجنود الانكشارية الثائرين أمام أعين السلطان مراد الرابع، مما أثر بعمق في السلطان ودفعه لاحقًا إلى اتخاذ تدابير صارمة لإعادة فرض النظام والأمن.
دُفن وفق وصيته في مقبرة قرة جه أحمد في أسكدار باسطنبول.

## أنظر أيضا
- قائمة قباطين البحر العثمانيين.
- قائمة الصدور العظام للدولة العثمانية.